# Kierpcówka
Kierpcówka – część wsi Kościelisko w Polsce w województwie małopolskim, w powiecie tatrzańskim,  w gminie Kościelisko. Znajduje się na wschodnich zboczach doliny Wielkiego Głębokiego Potoku w masywie Palenicy Kościeliskiej, oraz na jej łukowatym grzbiecie łączącym ją z Mietłówką. 
W latach 1975–1998 miejscowość administracyjnie należała do województwa nowosądeckiego.